# Haussaire (Familie)
Die französische Familie Haussaire brachte Bildhauer, Tischler und Glasmaler hervor, die überregional bekannt wurden. Die Familie war ursprünglich in Reims ansässig.

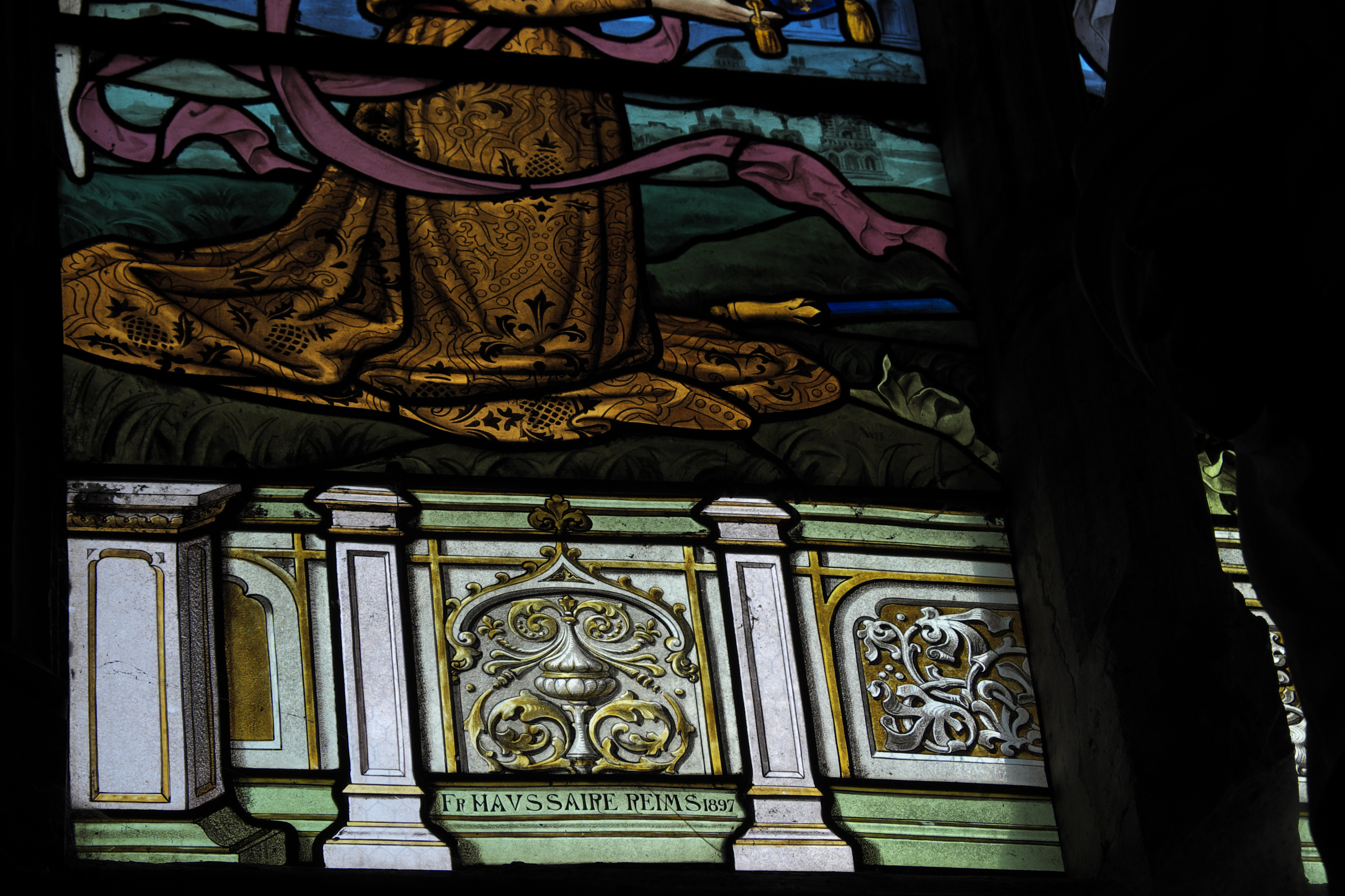
Ausschnitt eines Bleiglasfensters in der Kirche Saint-Jean-Baptiste in Nemours mit der Signatur FR HAVSSAIRE REIMS 1897

Im Jahr 1874 wurde von François und Ernest Haussaire das Unternehmen Haussaire Frères (Gebrüder Haussaire) in der Rue Lesage Nr. 22 in Reims gegründet. Es spezialisierte sich auf Kirchenausstattungen wie Bleiglasfenster, Skulpturen und Kirchenbänke. Im ausgehenden 19. Jahrhundert zählte das Unternehmen zu den wichtigsten seiner Branche in Frankreich. Das Unternehmen, das bei den Weltausstellungen 1878, 1889 und 1900 vertreten war, erlosch nach dem Tod von Ernest im Jahr 1905.
Clément Haussaire, vermutlich der Vater von Ernest und Bruder von François, der ursprünglich auch im Familienunternehmen in Reims arbeitete, begründete im Jahr 1899 sein Atelier in der Rue Bonaparte Nr. 59ter in Paris.
Ein Ernest Haussaire hatte um 1900 ein Glasmaleratelier in Lille.